# Volotchysk
Volotchysk (en ukrainien : Волочиськ) ou Volotchisk (en russe : Волочиск) est une ville de l'oblast de Khmelnytskyï en Ukraine, et le centre administratif du raïon de Volotchysk.
Sa population s'élevait à 19 619 habitants en 2013.

## Géographie

### Situation
Volotchysk est située sur la rive gauche de la rivière Zbroutch. Elle est située à 58 km à l'ouest de Khmelnytskyï et à 327 km au sud-ouest de Kiev.

### Transports

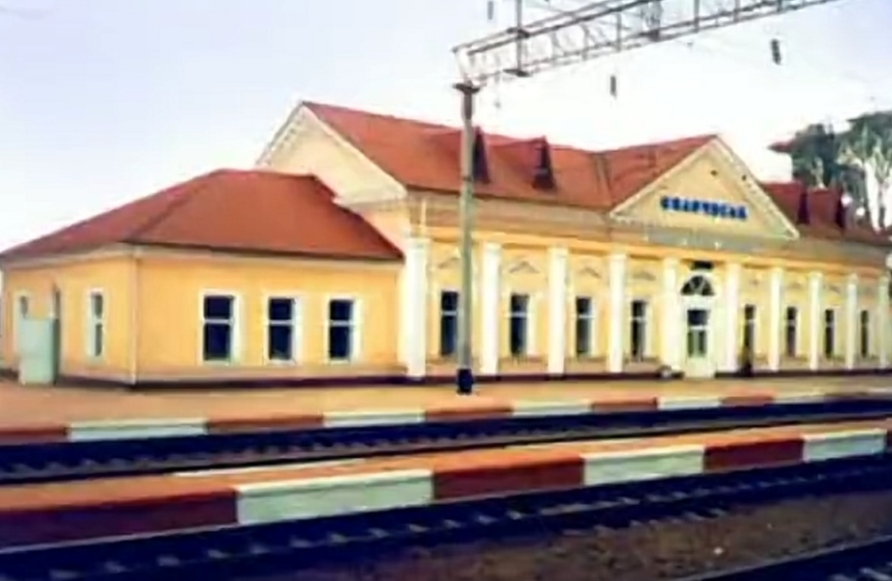
Sa gare.

Volotchysk est un important carrefour ferroviaire et routier de l'autoroute M30 partie de la Route européenne 50.

## Histoire
Volotchysk est une ville ancienne, dont le nom dérive du mot ukrainien volotchyty qui signifie « portage ».
Elle est effet située sur une route commerciale et les marchands devaient y porter leur marchandises pour franchir la rivière Zbroutch, ce qui donna naissance à un village, nommé Volochychtche sur la rive droite — actuellement Pidvolotschysk.
La région appartenait à la Rus' de Kiev aux IXe et Xe siècles et plus tard à la Principauté de Halych-Volhynie. Dans le deuxième quart du XIVe siècle, la région de Volotchysk passa sous la domination du Grand Duché de Lituanie. La première mention de Volotchysk, sous le nom de Volotchychtche se trouve dans un document du 9 juillet 1463. Elle tirait sa richesse de sa position sur une route commerciale active.
Les Cosaques de Bogdan Khmelnitski secouèrent le joug polonais et libérèrent Volotchysk grâce à leur victoire sur une armée polonaise à la bataille de Pyliavtsi, en 1648. Volotchysk ne fut cependant pas incorporée à la Russie en 1654 et demeura polonaise suivant les clauses du traité de Zboriv.
Quelques industries apparurent à Volotchysk au cours de la seconde moitié du XIXe siècle, notamment une brasserie, une fabrique de bougies et une raffinerie de sucre. En 1870, une gare ferroviaire y fut ouverte au trafic sur la ligne Kiev – Lviv, première voie ferrée reliant l'est à l'ouest de l'Ukraine.
Au cours de la Première Guerre mondiale, Volotchysk était sur la ligne de front. Entre 1917 et 1920, plusieurs armées passèrent à Volotchysk : les bolchéviks russes, l'armée polonaise de Pildudski, l'armée de la Rada centrale ukrainienne, l'armée du Directoire d'Ukraine, les partisans ukrainiens de Petlioura. En novembre 1920, l'armée des combattants de l'Ukraine indépendante de Simon Petlioura fut battue par la 8e division de l'Armée rouge près de Volotchysk, mettant fin au combat pour une Ukraine indépendante. Dès lors Volotchysk fut rattachée à l'Union soviétique.
À partir de 1923, Volotchysk fut le centre administratif d'un raïon éponyme. La collectivisation de l'agriculture fut une des plus rapides de la région et un grand nombre de personnes furent déportées dans des camps du Goulag en Sibérie en 1930 et 1931. En 1934, une bibliothèque pour adultes fut ouverte, suivie en 1937 par une bibliothèque pour enfants. Un journal local, Prykordonnyï Komounar, fut créé en 1930 ; il paraît encore sous le titre de Zorya.

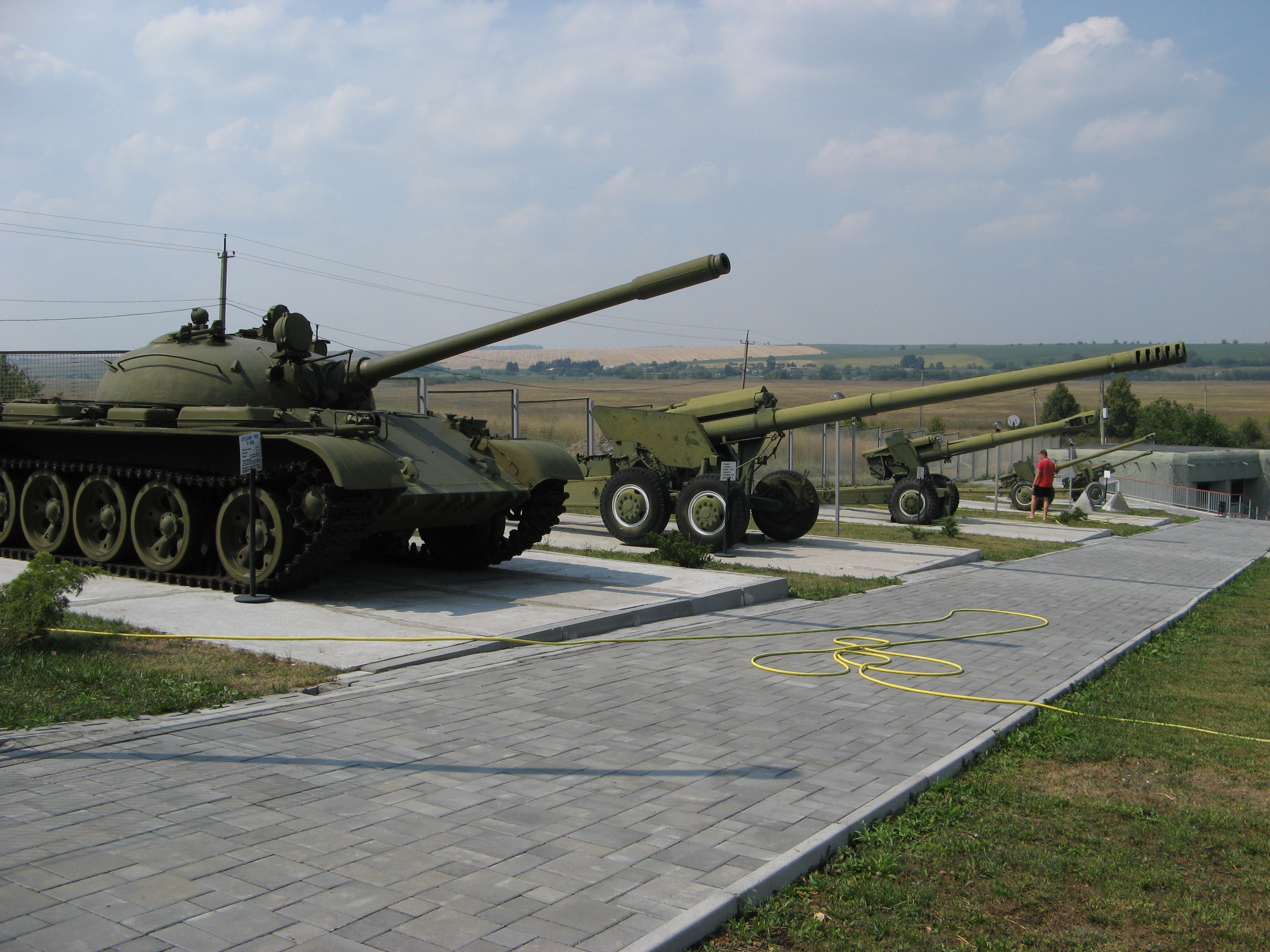
Son musée militaire et un bunker au second plan.

En juillet 1941, l'armée allemande occupa la ville. En août 1942, 8 634 Juifs furent assassinés dans les environs par les nazis. Durant toute la période de la guerre, 9 297 personnes furent tuées dans la ville et 3 982 furent déportées en Allemagne et soumises au travail forcé. Volotchysk fut libérée par l'Armée rouge le 17 mars 1944.
Une fois reconstruite, la ville connut un nouveau développement grâce à la mise en service de nouvelles usines (conserverie, usine de vêtements, de condensateurs, de briques, de fromage, de machines, etc.). Au cours des dernières années, l'accent a été mis sur le développement des services et des nouvelles technologies.

## Population
Recensements (*) ou estimations de la population :
| 1923* | 1926* | 1959* | 1970*  | 1979*  |
| ----- | ----- | ----- | ------ | ------ |
| 2 256 | 6 751 | 8 164 | 10 559 | 17 083 |

| 1989*  | 2001*  | 2010*  | 2012   | 2013   |
| ------ | ------ | ------ | ------ | ------ |
| 23 985 | 20 958 | 19 754 | 19 701 | 19 619 |